# Cléopâtre Sevastos

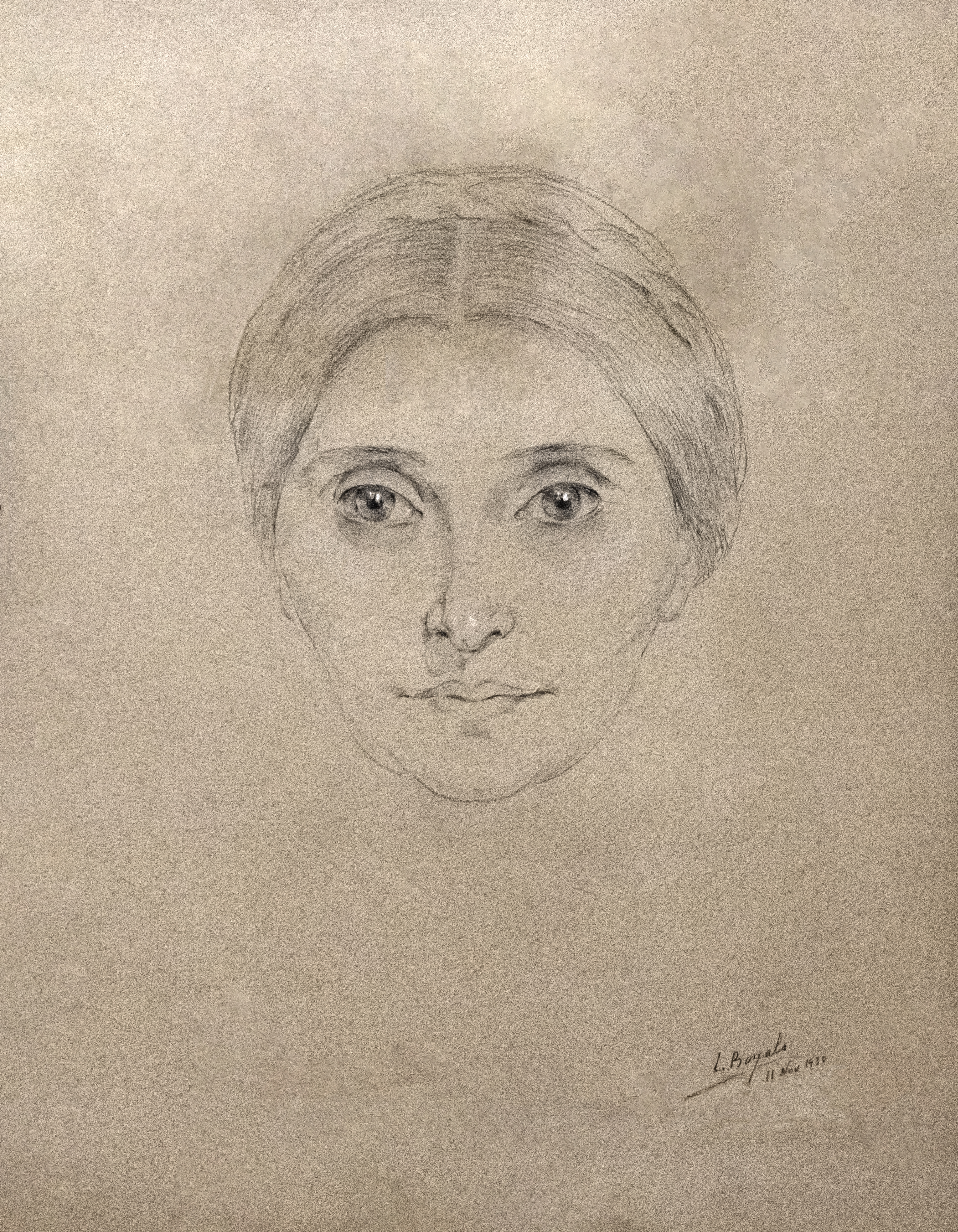
Portret door Luce Boyals (1930), Musée du Pays rabastinois

Cléopâtre Sevastos (Athene, 17 december 1882 – Parijs, 16 juli 1972) was een Grieks-Franse beeldhouwster. Ze was een leerling en de echtgenote van de Franse beeldend kunstenaar Émile-Antoine Bourdelle (1861-1929). 
Zij reisde in 1904 van Athene naar Parijs om leerling te worden van Bourdelle. Ze kreeg een amoureuze verhouding met Bourdelle en er ontstond een moeilijke driehoeksverhouding tussen Sevastos, Bourdelle en zijn echtgenote Stéphanie van Parys. Zo reisde het drietal in november 1906 samen naar de Koloniale tentoonstelling in Marseille. In 1910 scheidden Bourdelle en Van Parys. Sevastos beviel in 1911 in Griekenland van een dochter Rhodia en het jaar erop huwde ze met Bourdelle. Na de dood van Bourdelle in 1929 zetten Sevastos en haar dochter Rhodia Dufet-Bourdelle (1911-2002) zich in voor de promotie van zijn werk. In 1938 stelden zij zijn voormalig atelier in Parijs open voor het publiek en in 1949 stonden ze aan de wieg van het Musée Bourdelle, dat in het atelier geopend werd.
Net als Van Parys stond Sevastos model voor verschillende werken van Bourdelle. In Baigneuse: Vénus à sa toilette (1906) wordt Sevastos herkend, net als in het lichaam van Pénélope (waarvan het hoofd dan weer is gemodelleerd naar Van Parys). Ze werd ook geportretteerd in het schilderij Cléo (1905).

## Bibliografie

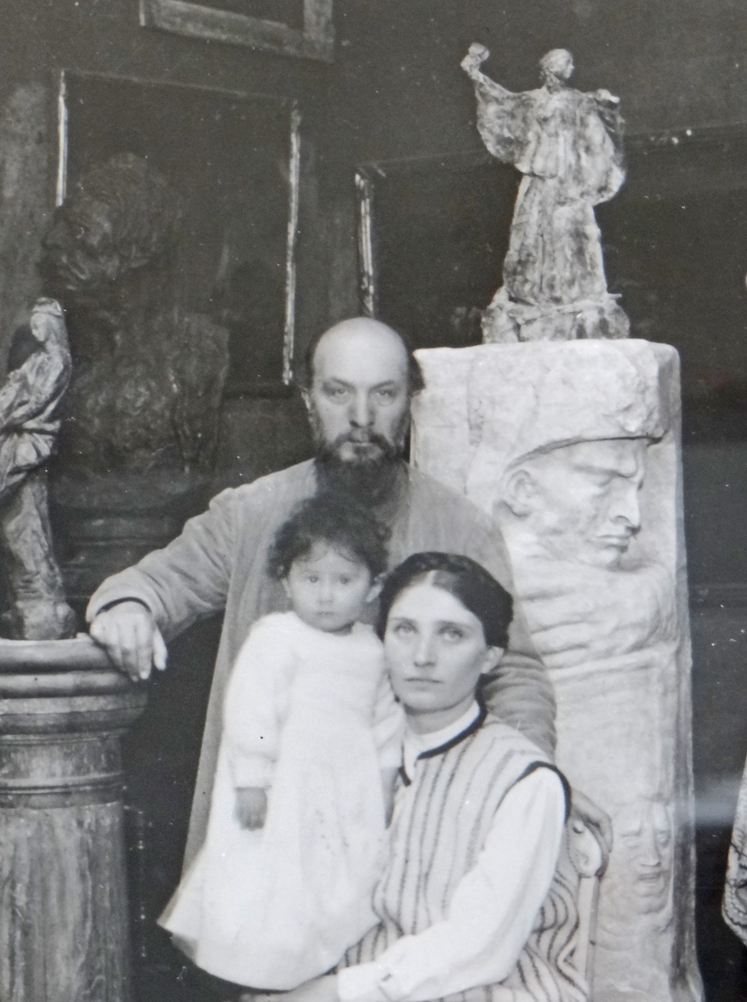
Bourdelle, Sevastos en dochter Rhodia

## Werk (selectie)
- Portrait de Michel Sévastos (1917)[7]

## Galerij

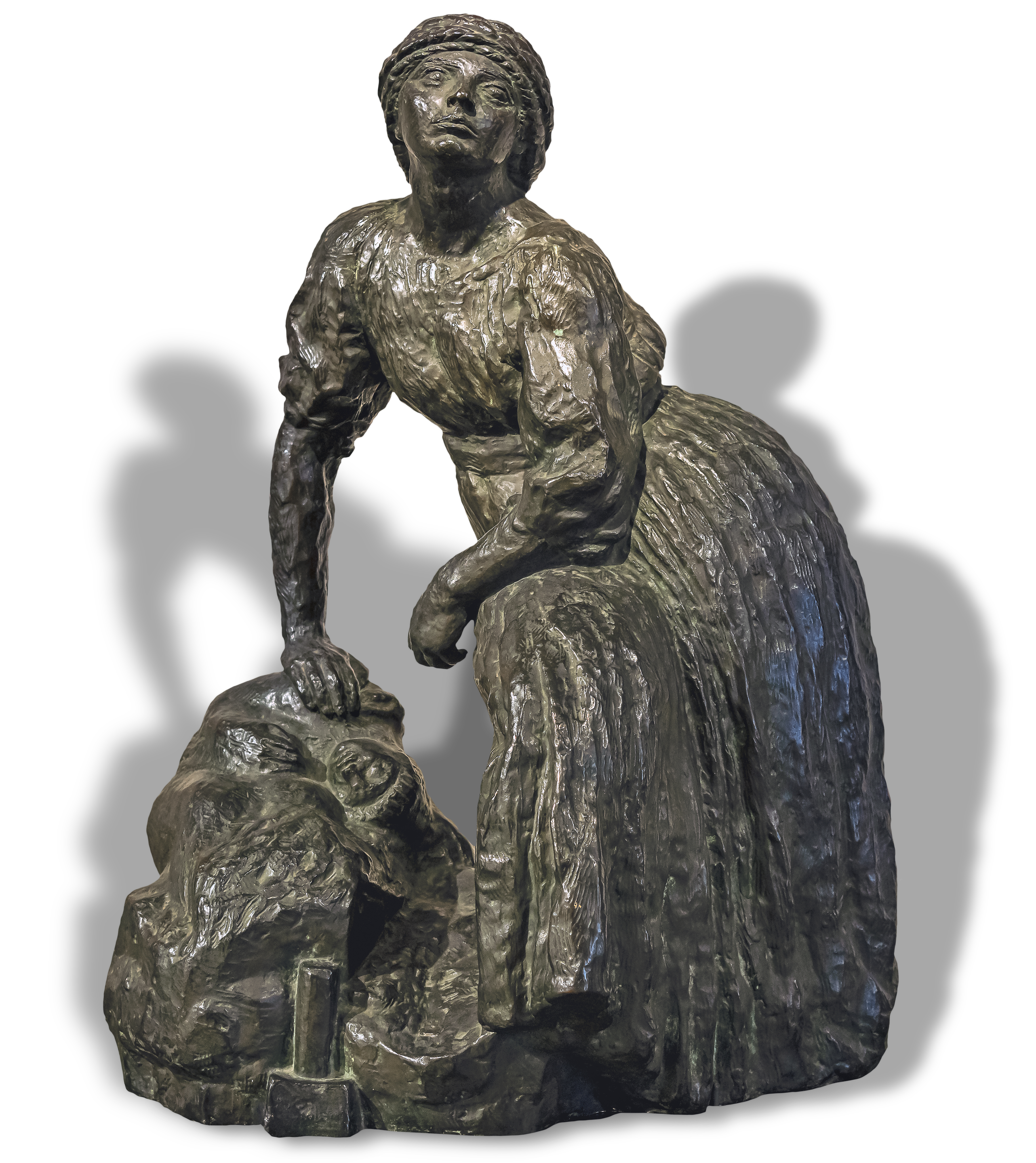
Femme sculpteur au repos (1905-1908, Musée Ingres Bourdelle)
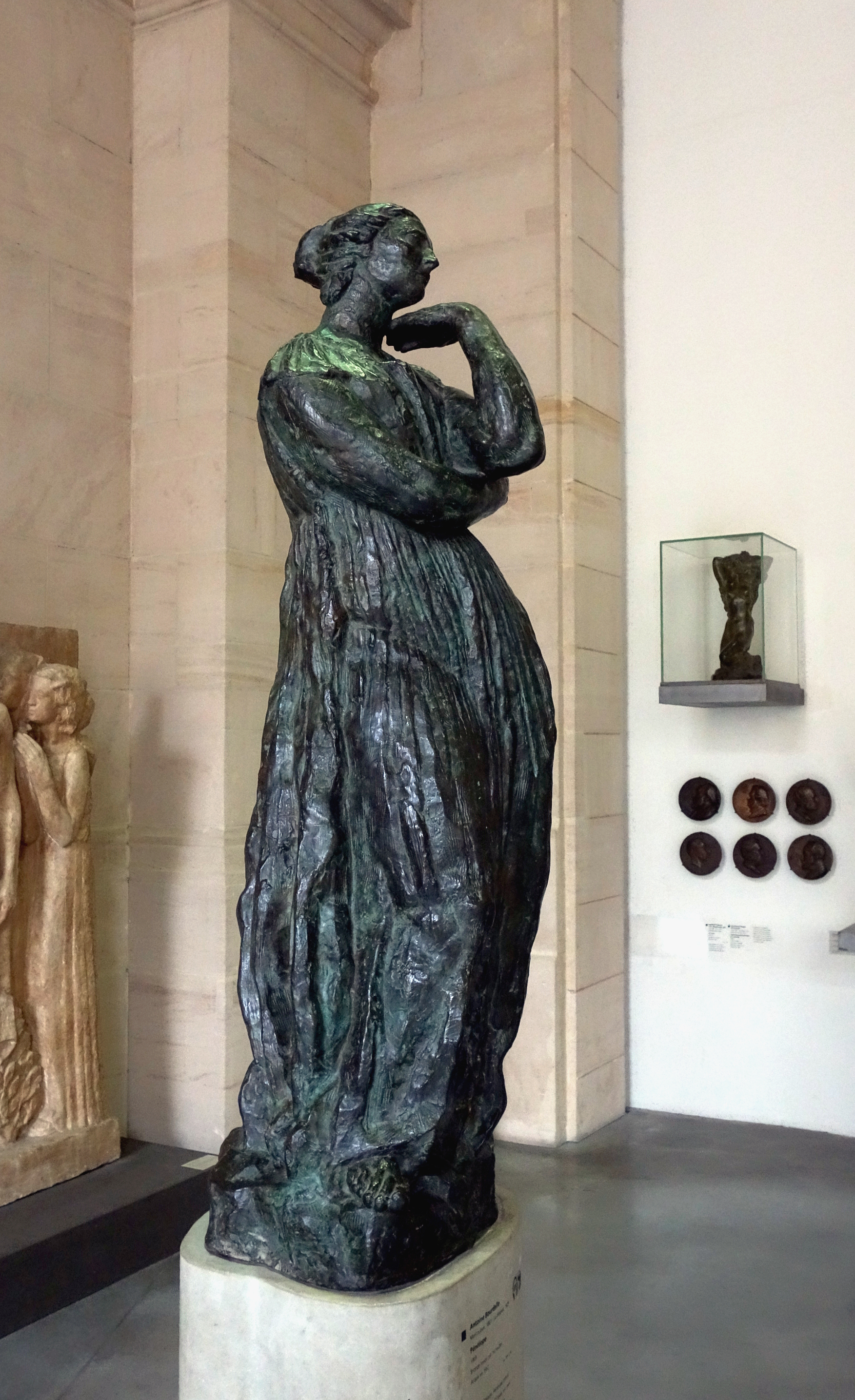
Pénélope (1905-1912)